# Dactyloctenium
Dactyloctenium is een geslacht uit de grassenfamilie (Poaceae). De soorten komen van nature voor in Afrika en Australië.

## Soorten (selectie)
Van het geslacht zijn de volgende soorten bekend: 
- Dactyloctenium aegyptium
- Dactyloctenium australe
- Dactyloctenium germinatum
- Dactyloctenium giganteum
- Dactyloctenium hackelii
- Dactyloctenium pilosum
- Dactyloctenium radulans